# The InBetween
The InBetween – amerykański serial telewizyjny (dramat) wyprodukowany przez  Look at My New Bag, Heyday Television oraz Universal Television, którego twórcą jest Moira Kirland. Serial był emitowany od 29 maja 2019 roku do 14 sierpnia 2019 roku  przez NBC. 
Na początku listopada 2019 roku ogłoszono, że serial został anulowany po jednym sezonie.
Serial opowiada o Cassie Bedford, która ma dar komunikowania i rozmawiania ze zmarłymi. Z czasem kobieta pomaga miejskiej policji w rozwiązywaniu spraw morderstw.

## Obsada

### Główna
- Harriet Dyer jako Cassie Bedford[3]
- Justin Cornwel jako  detektyw Damien Asante[4]
- Cindy Luna jako  detektyw Maria Salinas[5]
- Anne-Marie Johnson jako  detektyw porucznik Swanstrom[6]
- Paul Blackthorne jako  detektyw Tom Hacket
- Sean Bolger jako Ed Roven,

## Odcinki
| Nr | Tytuł                           | Reżyseria         | Scenariusz                        | Premiera w NBC   |
| -- | ------------------------------- | ----------------- | --------------------------------- | ---------------- |
| 1  | Pliot                           | Charlotte Sieling | Moira Kirland                     | 29 maja 2019     |
| 2  | Made of Stone                   | David Von Ancken  | Richard Hatem                     | 5 czerwca 2019   |
| 3  | Where the Shadows Fall          | Ruba Nadda        | Nick Parker                       | 19 czerwca 2019  |
| 4  | Kiss Them For Me                | Milena Govich     | Gabrielle Stanton, Nick Parker    | 3 lipca 2019     |
| 5  | Another Broken Morning          | David Grossman    | Julia Fontana                     | 10 lipca 2019    |
| 6  | The Length of a River           | Alex Zakrzewski   | Moira Kirland & Gabrielle Stanton | 17 lipca 2019    |
| 7  | Let Me in Your Window           | Romeo Tirone      | Karen Wyscarver & Sanford Golden  | 24 lipca 2019    |
| 8  | While the Song Remains the Same | PJ Pesce          | Anderson Mackenzie                | 31 lipca 2019    |
| 9  | The Devil's Refugee             | Eduardo Sanchez   | Lauren Barnett                    | 7 sierpnia 2019  |
| 10 | Monsters and Angels             | David Von Ancken  | Moira Kirland                     | 14 sierpnia 2019 |

## Produkcja
W lutym 2018 roku ogłoszono, że główne role w serialu otrzymała Harriet Dyer. W kolejnym miesiącu poinformowano, że Cindy Luna dołączyła do obsady dramatu. 10 maja 2018 roku stacja NBC ogłosiła  zamówienie pierwszego sezonu dramatu, który zadebiutuje w sezonie telewizyjnym 2018/2019. Pod koniec września 2018 roku poinformowano, że Justin Cornwell otrzymał rolę jako detektyw Damien Asante. Na początku listopada 2019 stacja ogłosiła, że anuluje produkcję drugiego sezonu.